# F.L.E.D./フレッド
『F.L.E.D./フレッド』（Fled）は、1996年のアメリカ合衆国のアクション映画。ローレンス・フィッシュバーン、スティーヴン・ボールドウィン出演。日本では劇場未公開で、1998年にワーナー・ホーム・ビデオよりVHSが発売された。
WOWOWでは『脱獄者/手錠のままの逃亡』というタイトルで放送された。

## ストーリー
フランク・マンテハーノの犯罪を裏付ける証人が殺され、検察のクリス・ペインは連邦保安官のパット・シラーに対して、月曜までに解決方法を見つけないと引退させると通告する。
ジョージア州で野外囚人労働をしていたチャールズ・パイパーとルーク・ドッジは、暴力沙汰を起こし2人で手錠につながれることになる。するとそのきっかけとなった囚人のミリナーが、銃を奪って看守を射殺しドッジたちを殺そうとしたため、パイパーとドッジは手錠につながれたまま逃亡することになる。彼らを捕らえるため、ドッジを逮捕したマシュー・ギブソンが呼び出され、捜索の指揮をシラーが担当すると知らされる。しかしギブソンは、ドッジの罪状はハッキングで刑罰も軽いため、逃げるために看守を殺すはずはないと考える。さらに野外労働をするのは重罪犯のみであるため、刑務所長のニコルズに聞くと、司法長官からドッジを野外労働させるよう命令されたと言われ不審に思う。そして逃亡していたミリナーを見つけギブソンが捕らえようとするが、後から来たシラーがライフルでミリナーを射殺し、ギブソンは彼が囚人を生かして捕らえるつもりがないのではないかと疑念を抱く。つながれたまま逃げていたパイパーとドッジは、途中でハンターの男に狙われるが、パイパーが隙をついて倒し、男の車で街にたどり着き、そこで会ったスペイン人のコーラという女性の家に向うことにした。到着した彼女の家で手錠を外してもらい、2人は家に泊めてもらうことになった。
一方ドッジについて調べていたギブソンは、彼がハッキングして情報を盗んだ企業はマンテハーノが関係している会社であることを知り、さらに看守たちの銃が空砲で、この逃亡劇はあらかじめ仕組まれていたものであることを突き止める。その後マンテハーノは、殺し屋のサンティアゴにデータを盗んだドッジの始末を依頼し、2人は命を狙われることになる。

## キャスト
| 役名                         | 俳優                         | 日本語吹替 |
| ---------------------------- | ---------------------------- | ---------- |
| チャールズ・パイパー         | ローレンス・フィッシュバーン | 江原正士   |
| ルーク・ドッジ               | スティーヴン・ボールドウィン | 成田剣     |
| マシュー・ギブソン刑事       | ウィル・パットン             | 平田広明   |
| パット・シラー連邦保安官     | ロバート・ジョン・バーク     | 千田光男   |
| コーラ                       | サルマ・ハエック             | 山像かおり |
| ヘンリー・クラーク警部補     | ロバート・フックス           | 仲野裕     |
| リコ・サンティアゴ           | ヴィクター・リヴァース       | 福田信昭   |
| 検察官クリス・ペイン         | デヴィッド・デュークス       | 小島敏彦   |
| ウォーデン・ニコルズ刑務所長 | ケン・ジェンキンス           | 小野健一   |
| フランク・マンテハーノ       | マイケル・ネイダー           | 田原アルノ |
| シンディ・ヘンダーソン       | ブリトニー・パウエル         | 岡村明美   |
| ハーブ・フォスター           | スティーヴ・カーライル       | 辻つとむ   |
| ソーンヒル巡査               | ブレット・ライス             |            |
| ミリナー                     | ジョン・ハフマン             |            |
| ボー・グラント               | ジョー・トリー               |            |
| レイ                         | ビル・ベラミー               | 筒井巧     |
| ジョセリン                   | アンジェラ・エレイン・ギブス | 水原リン   |

## スタッフ
- 監督：ケヴィン・フックス
- 脚本・製作総指揮：プレストン・A・ホイットモア二世（英語版）
- 製作：フランク・マンキューソ・ジュニア
- 撮影監督：マシュー・F・レオネッティ
- プロダクションデザイナー：チャールズ・C・ベネット
- 編集：ジョセフ・グトウスキー、リチャード・ノード（英語版）
- 衣裳デザイン：ジェニファー・L・ブライアン
- 音楽：グレーム・レヴェル
- キャスティング：アマンダ・マッキー・ジョンソン、キャシー・サンドリッチ
- 吹替翻訳：小寺陽子
- 吹替演出：松川陸
- 吹替編集：オムニバス・ジャパン
- 吹替調整：熊倉亨
- 吹替製作：ワーナー・ホーム・ビデオ、東北新社
- 吹替プロデューサー：東慎一